# Теряевский сельский округ
Теряевский сельский округ — упразднённая административно-территориальная единица, существовавшая на территории Волоколамского района Московской области в 1994—2006 годах.
В первые годы советской власти возник Теряевский сельсовет Калеевской волости Волоколамского уезда Московской губернии.
В 1922 году к Теряевскому с/с был присоединён Стрелецкий с/с, но в 1926 году он был отсоединён обратно.
В 1926 году Теряевский включал 2 населённых пункта — Теряевскую и Ильинскую слободы.
В 1929 году Теряевский сельсовет был отнесён к Волоколамскому району Московского округа Московской области.
17 июля 1939 года к Теряевскому с/с были присоединены селения Валуйки и Рахманово упразднённого Рахмановского с/с. Одновременно из Пробоевского с/с в Теряевский было передано селение Новое.
30 ноября 1951 года к Теряевскому с/с отошли селения Пробоево, Ожогино и Фадеево упразднённого Пробоевского с/с.
14 июня 1954 года к Теряевскому с/с были присоединены Калеевский и Стромиловский с/с.
14 января 1964 года к Теряевскому с/с был присоединён Чащинский с/с. Одновременно селения Балобаново, Калеево, Калуево, Пекшево, Покровское и Смольниково были переданы из Теряевского с/с в Шестаковский.
25 января 1972 года к Теряевскому с/с был присоединён Никольский с/с.
5 февраля 1975 года в Теряевском с/с было снято с учёта селение Пробоево.
23 июня 1988 года была снята с учёта деревня Лелявино.
3 февраля 1994 года Теряевский с/с был преобразован в Теряевский сельский округ.
28 октября 1998 года к селу Теряево было присоединено село Детгородок.
В ходе муниципальной реформы 2005 года Теряевский сельский округ прекратил своё существование как муниципальная единица. При этом все его населённые пункты вошли в сельское поселение Теряевское.
С 1 января 2007 года Теряевский сельский округ исключён из учётных данных административно-территориальных и территориальных единиц Московской области.